# 子犬座錦標
子犬座錦標（日语：プロキオンステークス），是日本中央競馬會（JRA）在中京競馬場舉辦供4歲或以上馬匹競逐的國際二級賽（GII），途程為泥地1800米。

## 概述
1996年作為整備泥地分級賽的一部份以設立此賽事，初時於阪神競馬場泥地1400米跑道舉行，其後改於中京競馬場舉行，2025年增程至1800米。
創始初時於4月舉行，2000年改於6月舉行，2025年改於1月舉行。
於2025年，日本中央競馬會大幅修改賽事日程，此賽事和東海錦標互換包括舉行時間、舉行場地、跑道距離及分級等條件，意味此賽實則上被升格為國際二級賽（GII）並移至1月舉行，同時繼承東海錦標作為二月錦標前哨戰的地位，跑獲冠軍的賽駒可獲二月錦標優先出賽權。
1999年起，外國產馬可以參戰，於2005年更成為國際賽事，允許外國訓練馬參戰，地方競馬所屬馬則於創設時經已可以參戰。

### 參賽條件
參賽資格：4歲及以上純種馬（最大出賽馬匹數量：16匹）
- JRA所屬馬
- 地方競馬所屬馬（最多4匹，僅限符合特定資格的馬匹）
- 外國訓練馬（最多8匹，優先出賽）

負磅：分齡及條件讓磅（4歲56公斤，5歲及以上57公斤，雌馬受讓2公斤，賽事舉行前的1年內曾贏得非雌馬限定一級賽的賽駒增磅2公斤、贏得雌馬限定一級賽及非雌馬限定二級賽的賽駒增磅1公斤，賽事舉行前的1年外曾贏得非雌馬限定一級賽的賽駒增磅1公斤）

## 歷史
- 1996年 - 創立阪神競馬場的泥地1400米5歲（現4歲）或以上馬匹JRA GIII賽事「子犬座錦標」。
- 1997年 - 負磅方式改為分齡及條件讓磅。
- 2000年 - 更改於7月舉行，參賽條件改為「4歲（現3歲）或以上馬匹」。
- 2001年 - 由於國際馬齡顯示標準的變化，參賽條件改為「3歲或以上馬匹」。
- 2005年 -成為國際賽事，最多允許4匹外國訓練馬及外國產馬參賽；同年最多允許4匹地方競馬的馬匹參加。
- 2007年 - 由於日本列入國際賽馬組織聯盟的《國際賽事編錄標準及國際賽事統計冊》的第一部分賽馬地區，最多允許8匹外國訓練馬參賽；同年升格為國際三級賽（GIII）。
- 2012年  - 改於中京競馬場舉行。
- 2020年 - 因應京都競馬場的翻新工程導致之賽程改動移師至阪神競馬場舉行；同年由於COVID-19流行 ，實行「閉門作賽」。
- 2021年 - 因應京都競馬場的翻新工程導致之賽程改動移師至小倉競馬場1700米跑道舉行（2022年相同）。
- 2024年 -  因應阪神競馬場的翻新工程導致之賽程改動移師至小倉競馬場1700米跑道舉行；同年以「JRA70週年紀念競走」作為副標題舉行。
- 2025年 - 升格為國際二級賽（GII）；同年改於1月舉行；另外參賽條件改為「4歲或以上馬匹」。

## 歷屆冠軍
| 屆數   | 日期          | 馬場 | 距離  | 優勝馬            | 性別/年齡 | 時間   | 騎師       | 練馬師     | 馬主                     |
| ------ | ------------- | ---- | ----- | ----------------- | --------- | ------ | ---------- | ---------- | ------------------------ |
| 第1回  | 1996年4月13日 | 阪神 | 1400m | Namura Kokuo      | 雄5       | 1:23.6 | 上村洋行   | 野村彰彥   | 奈村信重                 |
| 第2回  | 1997年4月12日 | 阪神 | 1400m | Battle Line       | 雄4       | 1:22.9 | 武豐       | 松田博資   | Shadai Race Horse Co Ltd |
| 第3回  | 1998年4月18日 | 阪神 | 1400m | Tempai            | 雄5       | 1:22.7 | 橫山典弘   | 福島信晴   | 粟田惠美子               |
| 第4回  | 1999年4月17日 | 阪神 | 1400m | Tayasu K.Point    | 雄4       | 1:23.2 | 加藤和宏   | 田所清光   | 中村篤                   |
| 第5回  | 2000年6月18日 | 阪神 | 1400m | 金皇冠            | 雌4       | 1:21.9 | 武豐       | 松田国英   | 吉田和子                 |
| 第6回  | 2001年6月17日 | 阪神 | 1400m | 廣受歡迎          | 雌7       | 1:22.9 | 戴崇謀     | 松田國英   | 金子真人                 |
| 第7回  | 2002年6月16日 | 阪神 | 1400m | Sterling Rose     | 雄5       | 1:22.9 | 福永祐一   | 北橋修二   | 協榮                     |
| 第8回  | 2003年6月22日 | 阪神 | 1400m | Sterling Rose     | 雄6       | 1:23.0 | 福永祐一   | 北橋修二   | 協榮                     |
| 第9回  | 2004年6月20日 | 阪神 | 1400m | Nihon Pillow Cert | 雄6       | 1:22.3 | 小牧太     | 目野哲也   | 小林百太郎               |
| 第10回 | 2005年6月19日 | 阪神 | 1400m | Blue Concorde     | 雄5       | 1:21.9 | 幸英明     | 服部利之   | Ogifushi Racing Group    |
| 第11回 | 2006年7月9日  | 京都 | 1400m | Meisho Battler    | 雌6       | 1:22.0 | 佐藤哲三   | 高橋成忠   | 松本好雄                 |
| 第12回 | 2007年7月8日  | 阪神 | 1400m | Wild Wonder       | 雄5       | 1:22.7 | 蛯名正義   | 久保田貴士 | 草間庸文                 |
| 第13回 | 2008年7月13日 | 阪神 | 1400m | Vaincre Tateyama  | 雄6       | 1:22.0 | 赤木高太郎 | 安田伊佐夫 | 辻幸雄                   |
| 第14回 | 2009年7月12日 | 阪神 | 1400m | Lanzarote         | 雄6       | 1:22.7 | 武豐       | 池江泰壽   | Carrot Farm Co Ltd       |
| 第15回 | 2010年7月11日 | 阪神 | 1400m | Keiai Gerbera     | 雌4       | 1:21.8 | 岩田康誠   | 平田修     | 啟愛義肢材料販賣所       |
| 第16回 | 2011年7月10日 | 京都 | 1400m | 絲綢創富          | 雄5       | 1:22.1 | 藤岡康太   | 藤澤則雄   | Silk Co Ltd              |
| 第17回 | 2012年7月8日  | 中京 | 1400m | Toshi Candy       | 雌6       | 1:22.6 | 酒井學     | 天間昭一   | 上村葉                   |
| 第18回 | 2013年7月7日  | 中京 | 1400m | Admire Royal      | 雄6       | 1:21.9 | 四位洋文   | 橋田滿     | 近藤利一                 |
| 第19回 | 2014年7月13日 | 中京 | 1400m | Best Warrior      | 雄4       | 1:22.6 | 戶崎圭太   | 石坂正     | 馬場幸夫                 |
| 第20回 | 2015年7月12日 | 中京 | 1400m | Best Warrior      | 雄5       | 1:22.5 | 福永祐一   | 石坂正     | 馬場幸夫                 |
| 第21回 | 2016年7月10日 | 中京 | 1400m | 由零開始          | 雄4       | 1:22.1 | 杜滿萊     | 天間昭一   | LS.M Co Ltd              |
| 第22回 | 2017年7月9日  | 中京 | 1400m | King's Guard      | 雄6       | 1:22.9 | 藤岡佑介   | 寺島良     | 日進牧場                 |
| 第23回 | 2018年7月8日  | 中京 | 1400m | 馬泰領空          | 雄4       | 1:20.3 | 武豐       | 森秀行     | 大野剛嗣                 |
| 第24回 | 2019年7月7日  | 中京 | 1400m | Arctos            | 雄4       | 1:21.2 | 田邊裕信   | 栗田徹     | 山口功一郎               |
| 第25回 | 2020年7月12日 | 阪神 | 1400m | Sunrise Nova      | 雄6       | 1:21.8 | 松若風馬   | 音無秀孝   | 松岡隆雄                 |
| 第26回 | 2021年7月11日 | 小倉 | 1700m | Meisho Kazusa     | 雄4       | 1:40.9 | 松山弘平   | 安達昭夫   | 松本好雄                 |
| 第27回 | 2022年7月10日 | 小倉 | 1700m | Gempachi Lucifer  | 雄6       | 1:43.7 | 川田將雅   | 佐佐木晶三 | 平野武志                 |
| 第28回 | 2023年7月9日  | 中京 | 1400m | 快勁主帥          | 雄4       | 1:23.0 | 池添謙一   | 齊藤崇史   | 早野誠                   |
| 第29回 | 2024年7月7日  | 小倉 | 1700m | 猛熊              | 雄4       | 1:42.7 | 武豐       | 齊藤崇史   | 土井肇                   |
| 第30回 | 2025年1月26日 | 中京 | 1800m | Sunday Funday     | 雄5       | 1:50.6 | 鮫島克駿   | 音無秀孝   | 吉澤控股                 |

## 正賽表現
由2025年起，於此賽事跑獲首名的JRA所屬馬及地方競馬所屬馬可獲二月錦標優先出賽權。
以下列表列出獲得優先出賽權賽駒於正賽的表現。
| 二月錦標 |               |          |          |
| 年份     | 馬匹          | 正賽戰績 | 當屆冠軍 |
| 2025     | Sunday Funday | 第十     | 葡北佳景 |

## 圖輯

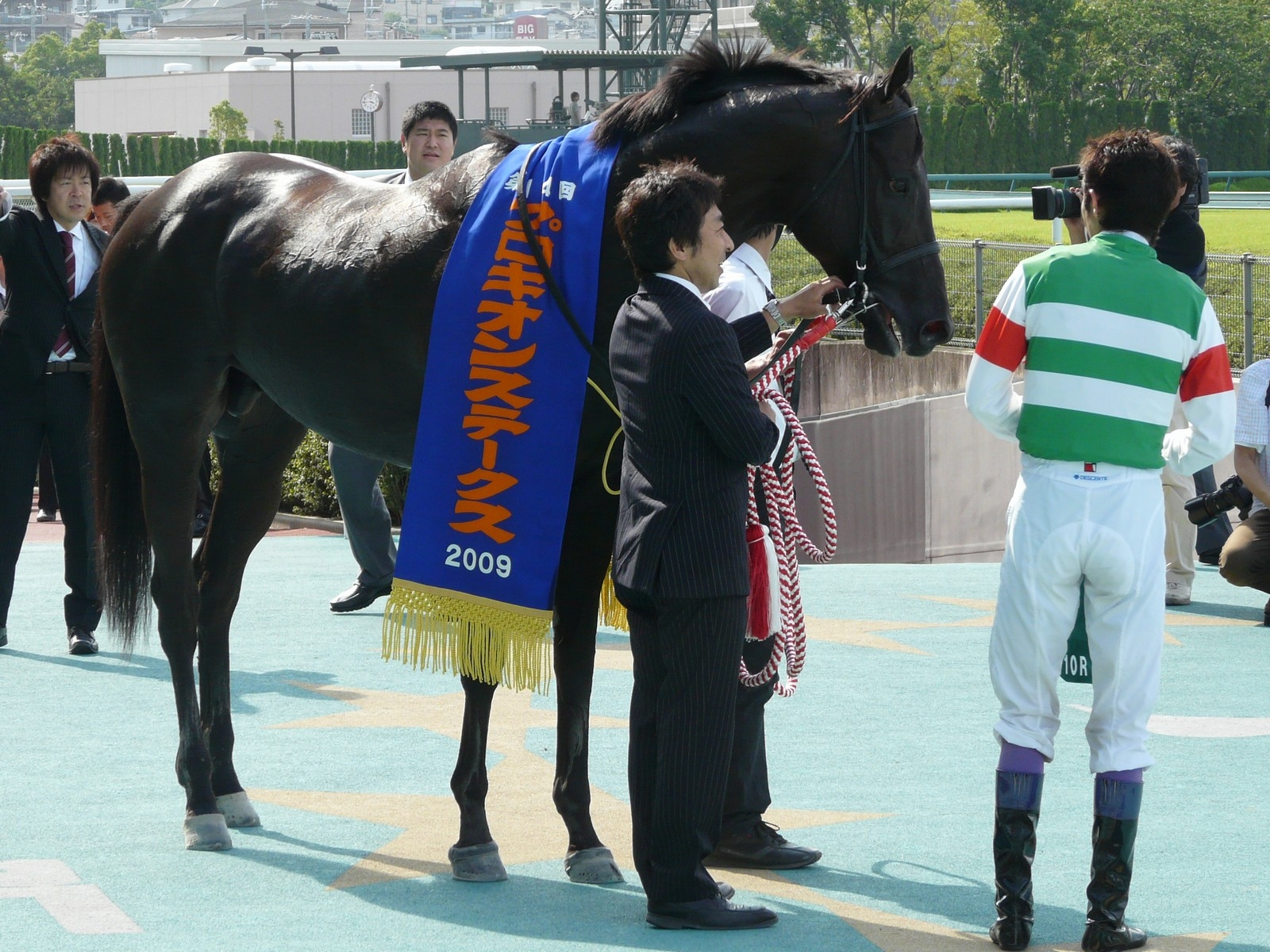
2009年冠軍「Lanzarote」
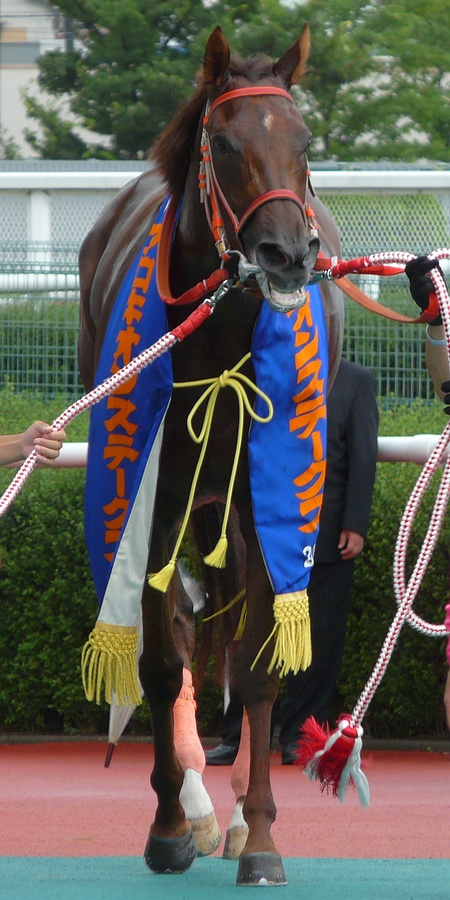
2010年冠軍「Keiai Gerbera」
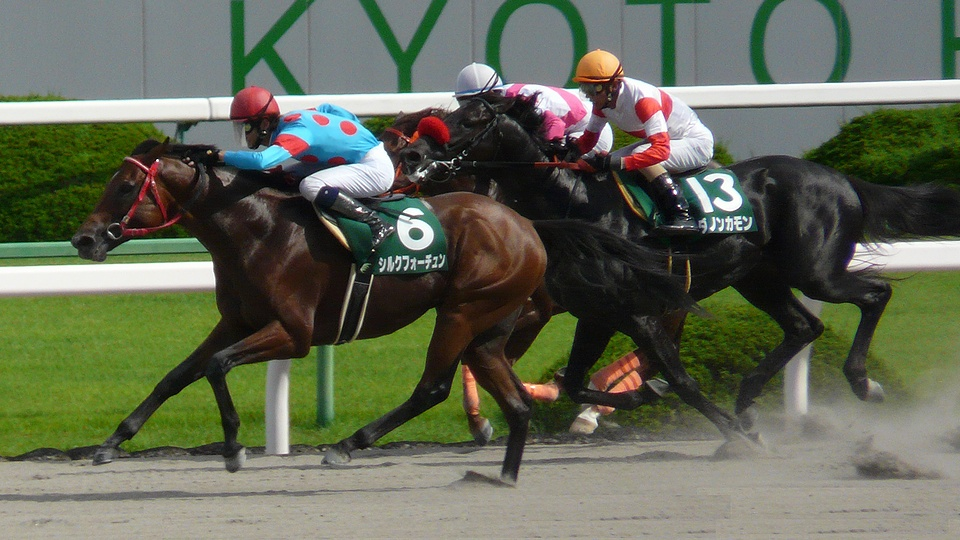
2011年冠軍「絲綢創富」
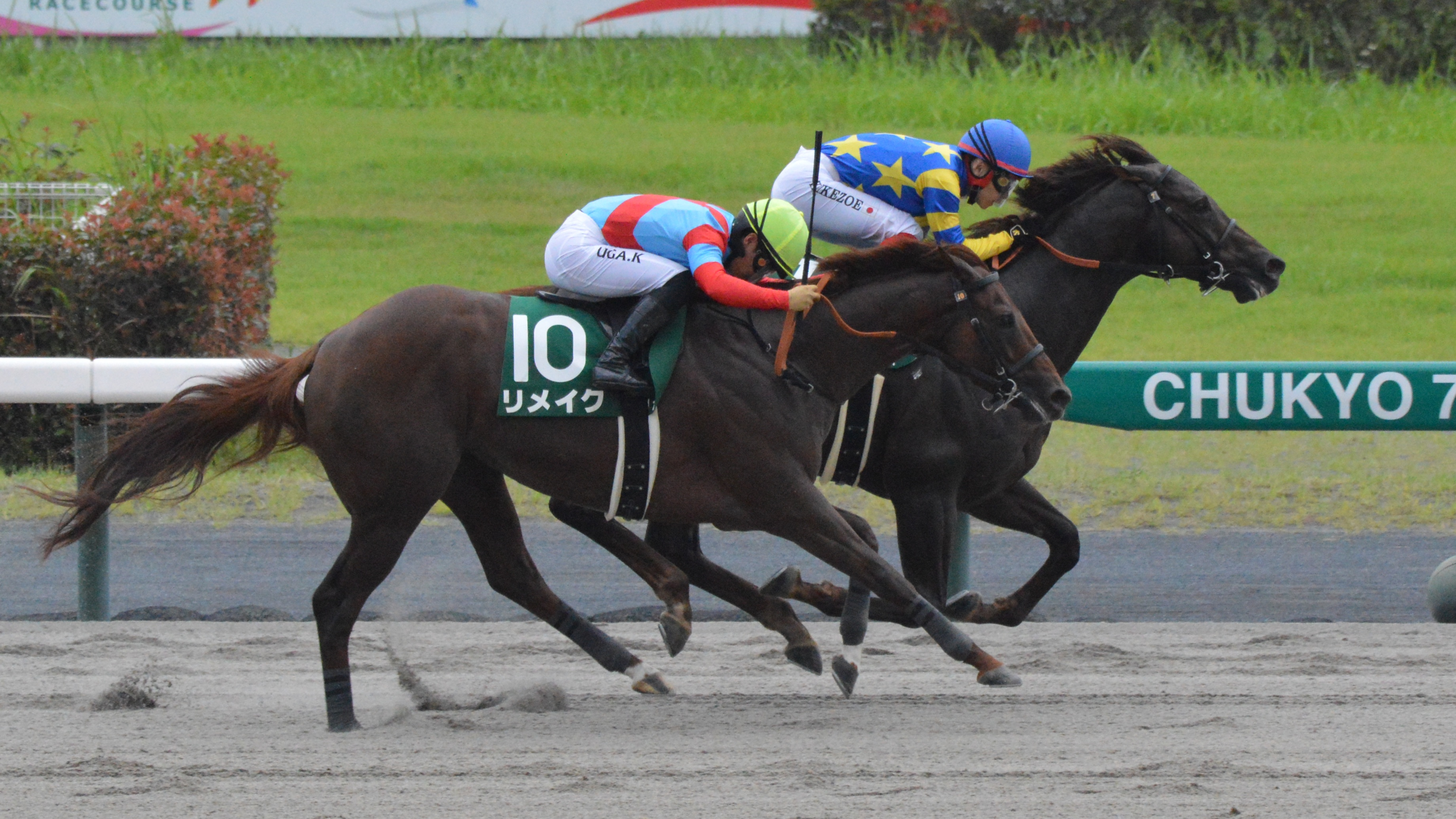
2023年冠軍「快勁主帥」
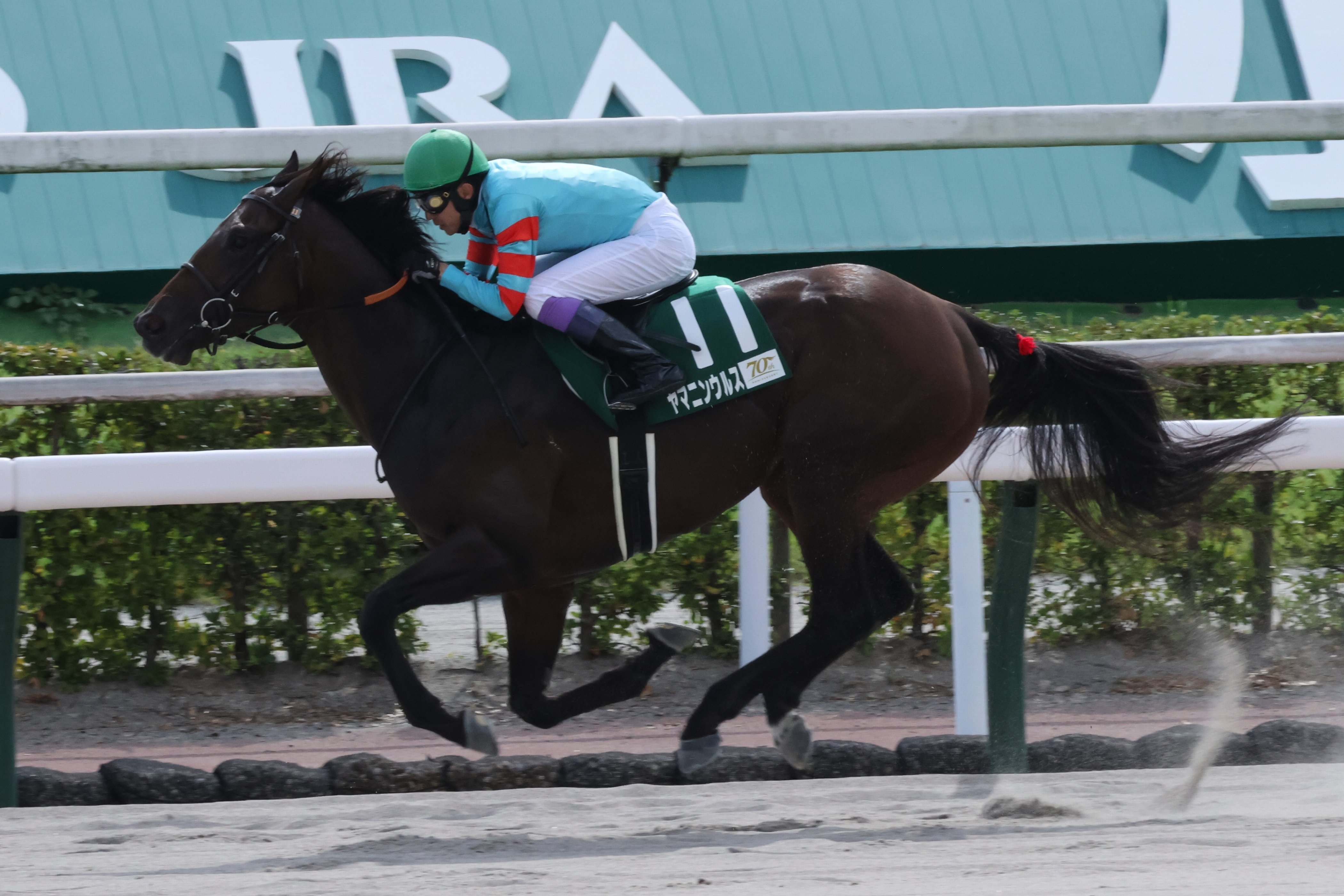
2024年冠軍「猛熊」

## 備註
1. ↑  於中京競馬場1400米跑道造出